# Monster Jam

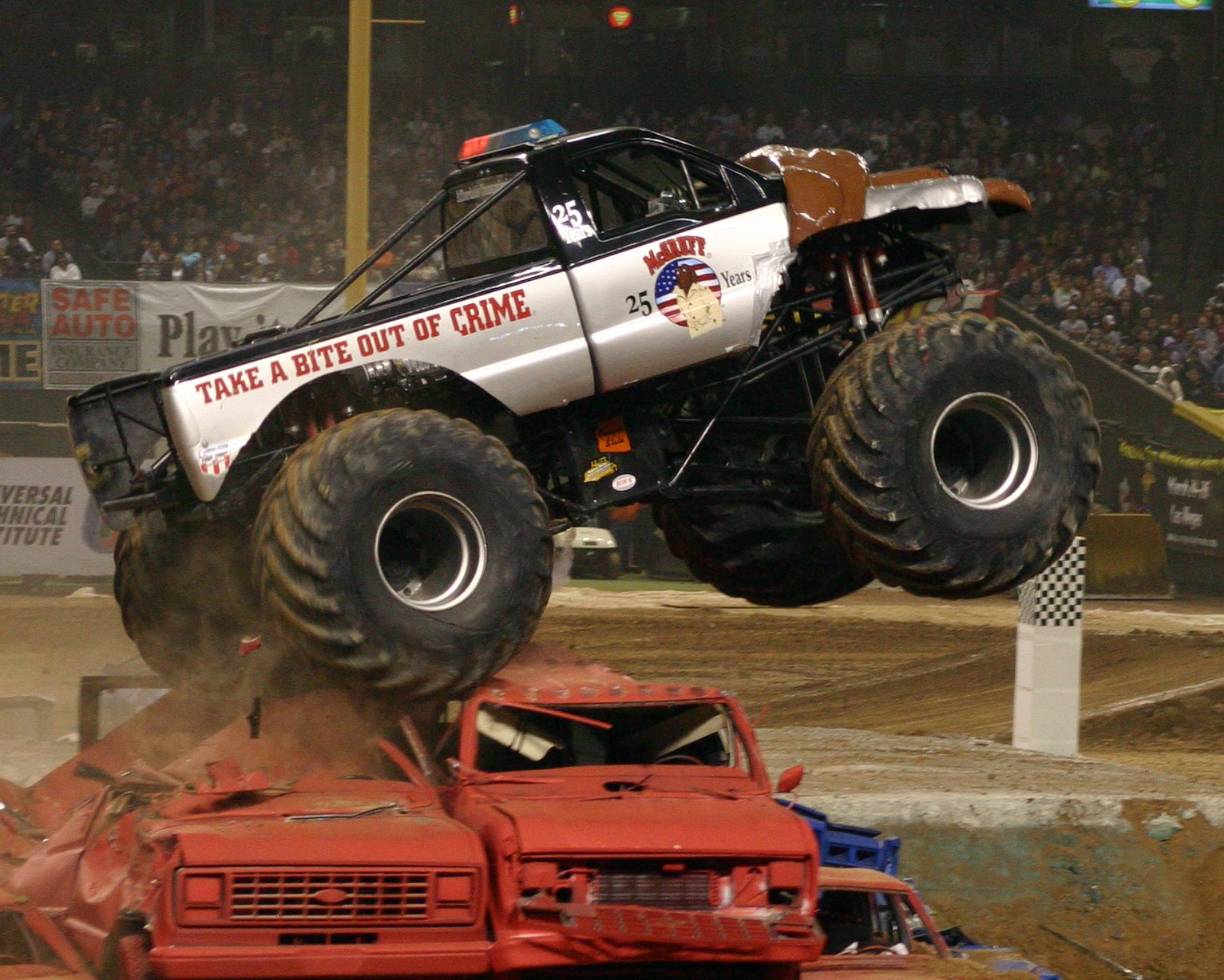
Mcgruff een van de monstertrucks

Monster Jam is een evenement, gecreëerd door Feld Entertainment  waar grote monstertrucks aan deelnemen.
In België vult het Koning Boudewijn Stadion in Brussel zich eenmaal per jaar om de monstertrucks in actie te zien. 
In Nederland wordt ook één keer per jaar Monster Jam in De Kuip in Rotterdam georganiseerd door Feld Entertainment. Door vele drivers wordt het weekend in Rotterdam beschouwd als het Kleine Las Vegas. Jaarlijks wordt er namelijk in deze Amerikaanse stad de Grande Finale van Monster Jam georganiseerd. Tijdens dit evenement, Monster Jam World Finals, komen de beste trucks in actie en strijden ze om het jaarlijkse kampioenschap.

## Show
Er worden jaarlijks honderden shows wereldwijd gegeven. De meeste shows worden verreden in Amerika, waar Monster Jam oorspronkelijk vandaan komt. Deze shows worden druk bezocht en zijn erg geliefd bij de Amerikanen. De grootste show wordt jaarlijks gereden in Las Vegas, daar strijden de beste 24 trucks om de hoofdprijs in het seizoen, namelijk het Wereldkampioenschap. Een show bestaat uit verschillende disciplines, zoals Freestyle, Racing, Wheelies en Donuts.

## Freestyle
Tijdens het freestyle-onderdeel krijgen de bestuurders meestal negentig seconden om de stunts en trucs uit te halen met hun monstertruck. Hierna krijgt de truck ook nog een extra tijd om een aantal laatste stunts uit te halen. Het parcours waar de trucks overheen rijden staat vol met een aantal oude autowrakken, heuvels en andere obstakels. Grote sprongen, wheelies en andere stunts worden beloond. Donuts horen ook bij de Freestyle, waarbij de truck vliegensvlug in het rond draait en het stof doet opwaaien. Hoe sneller de truck rond draait hoe meer punten dit oplevert. Ook als de monstertruck over de kop gaat kan voor een groot aantal punten zorgen, maar een crash nog op het laatste moment redden op de meest spectaculaire wijze levert ook punten op. Moet een driver om welke reden stilstaan of een stukje achteruitrijden dan krijgt hij puntenaftrek. Een driver krijgt wel punten als hij achteruit over de obstakels rijdt. De punten worden bepaald door:
- Opvulling van de regulation time (de eerste negentig seconden) en de bonustime
- Mooie en goede stunts uitvoeren
- Snelheid
- Verste sprong
- Redding bij een crash
- Achteruit over de obstakels
- Origineel zijn

## Racing
Tijdens het raceonderdeel wordt er gereden naar een knock-out-schema. Elke ronde valt de verliezer af, waarna uiteindelijk een winnaar over blijft. Een racewedstrijd bestaat uit een kat- en muisrace. De trucks beginnen ieder aan een van de lange kanten van het parcours. Vervolgens krijgen ze het sein om van start te gaan en rijden ze beide in dezelfde richting een aantal rondes over het veld. Feitelijk volgen de trucks elkaar tijdens deze race. De truck die als eerste over de finish komt na een aantal ronde te hebben gereden, wint de race en gaat door naar de volgende ronde.

## Monstertrucks
Monstertrucks hebben een opgevoerde motor uit een normale auto. Meestal wordt een bestaande chassis van een Ford-truck gebruikt, maar sommige chassis zijn ook special ontworpen. De auto's zijn 3,5 meter breed en 3,5 meter hoog, en zijn wel 6 meter lang. Een monstertruck weegt wel 4500 kilogram en heeft banden van 1,60 meter hoog bij 1,10 meter dik.

In de auto zit een motor die speciaal gebouwd is voor de monstertrucks. Het type van de motor is Supercharged Fuel Injected Big Block American V8. Een gemiddelde monstertruck gebruikt ongeveer vijf motoren per jaar. Deze motoren hebben een vermogen van 1350 tot meer dan 2000 pk. 

Monstertrucks zijn gebouwd voor korte, krachtige sprints. Ze kunnen snelheden bereiken van ongeveer 130 kilometer per uur. 
Ook kunnen de trucks luchtsprongen maken over een lengte van 30 meter en de hoogte van de sprong kan wel acht meter zijn. Het brandstofverbruik ligt rond de 6 liter benzine op 1 kilometer rijden.
De buitenkant van de auto’s wordt voor elke auto apart gemaakt van glasvezelversterkte kunststof. De carrosserie wordt beschilderd en er worden logo’s op de auto gespoten. Het verven van de logo’s wordt op een speciale manier gedaan, en kost veel geld. Door de verf met lucht te mengen krijgt het logo een speciaal effect, dit wordt ook wel airbrush genoemd.

### Bekende Monstertrucks
Enkele bekende Monstertrucks die vaak meedoen met MonsterJam zijn: Grave Digger, El Toro Loco en Maximum Destruction. Ook zitten er enkele bekende film-/animatie-monstertrucks bij zoals: Iron Man, Spider-Man en Batman.

## Banden
De banden worden gemaakt door de bandenfabrikanten Goodyear en Firestone. Monstertruck-banden moeten 1,60 meter hoog en 1,09 meter breed zijn. Een monstertruck gebruikt per jaar acht banden, die met de hand gemaakt worden en op maat gesneden zijn zodat ze aangepast zijn aan het parcours. Per band duurt het wel gemiddeld vijftig uur voordat hij helemaal gereed is voor gebruik. De meeste monstertrucks hebben schokdempers met stikstof. Sommige trucks hebben per band één schokdemper, andere hebben er twee per band.

## Veiligheid
De USHRA stelt steeds meer veiligheidseisen aan de monstertrucks. Zo heeft elke truck een kooiconstructie en een RII. Dit is een apparaat wat de motor onderbreekt en wat op afstand bestuurbaar is. Men kan dan vanaf een afstand de motor stopzetten bij een ongeluk. Ook heeft de bestuurder van de truck een pak, handschoenen en schoenen aan die brandwerend zijn en heeft hij uiteraard een helm op.

## Kosten
Monstertrucks zijn geen goedkope auto’s, omdat alles speciaal voor de trucks moet worden gemaakt. Hierdoor kost zo’n truck al snel meer dan 100.000 dollar. Daarnaast moet een monstertruck onderhouden worden en dat wordt gedaan door het raceteam. De kosten voor het huren, het onderhoud aan de auto en andere werkzaamheden van het team is ongeveer $ 150.000.
| Onderdeel            | Prijs                           |
| -------------------- | ------------------------------- |
| Speciale motoren     | € 25.000 per motor              |
| Autoframe -Reparatie | € 35.000 per auto € 2.000       |
| Banden -Schokbrekers | € 2.000 per band € 900 per wiel |
| Frame verf           | € 2.500 per auto                |

## Televisie
Monster Jam is te bekijken op televisie, doorgaans op extremesports via Telenet voor België. In Nederland wordt Monster Jam uitgezonden op RTL 7.